# Fabian Vyhnalek
Fabian Vyhnalek (* 7. November 2000) ist ein österreichischer Fußballspieler.

## Karriere
Vyhnalek begann seine Karriere beim SV Horn. Im März 2016 wechselte er zum viertklassigen SC Retz. Im Mai 2016 debütierte er gegen den SV Waidhofen/Thaya in der Landesliga. In seiner ersten Saison bei Retz kam er zu vier Landesligaeinsätzen. In der Saison 2016/17 absolvierte er sechs Spiele. Im April 2018 erzielte er bei einem 1:1-Remis gegen den UFC St. Peter/Au sein erstes Tor in der vierthöchsten Spielklasse. In der Saison 2017/18 kam er zu 24 Einsätzen, in denen er drei Tore erzielte.
Im Jänner 2019 wechselte er zum Ligakonkurrenten SV Waidhofen/Thaya. Für Waidhofen absolvierte er bis zum Ende der Saison 2018/19 13 Spiele in der Landesliga, in denen er ein Tor erzielte. Zur Saison 2019/20 wechselte er zum Zweitligisten SV Horn, bei dem er einst seine Karriere begonnen hatte. Sein Debüt in der 2. Liga gab er im August 2019, als er am zweiten Spieltag jener Saison gegen den Floridsdorfer AC in der 88. Minute für Filip Faletar eingewechselt wurde. Für Horn kam er zu 26 Einsätzen, in denen er ein Tor erzielte, ehe er im April 2021 suspendiert wurde. Nach der Saison 2020/21 verließ er die Horner und wechselte zum viertklassigen SC Zwettl.
Für Zwettl kam er zu zwölf Landesligaeinsätzen. Im Jänner 2022 schloss er sich dem Regionalligisten 1. Wiener Neustädter SC an. Für Wiener Neustadt kam er in eineinhalb Jahren zu 36 Einsätzen in der Regionalliga, aus der er mit dem Team 2023 abstieg. Zur Saison 2023/24 ging Vyhnalek für ein Studium in die USA, seinen Spielerpass legte er zurück nach Zwettl.